# فهرست نقش‌آفرینی‌های دنیل ردکلیف

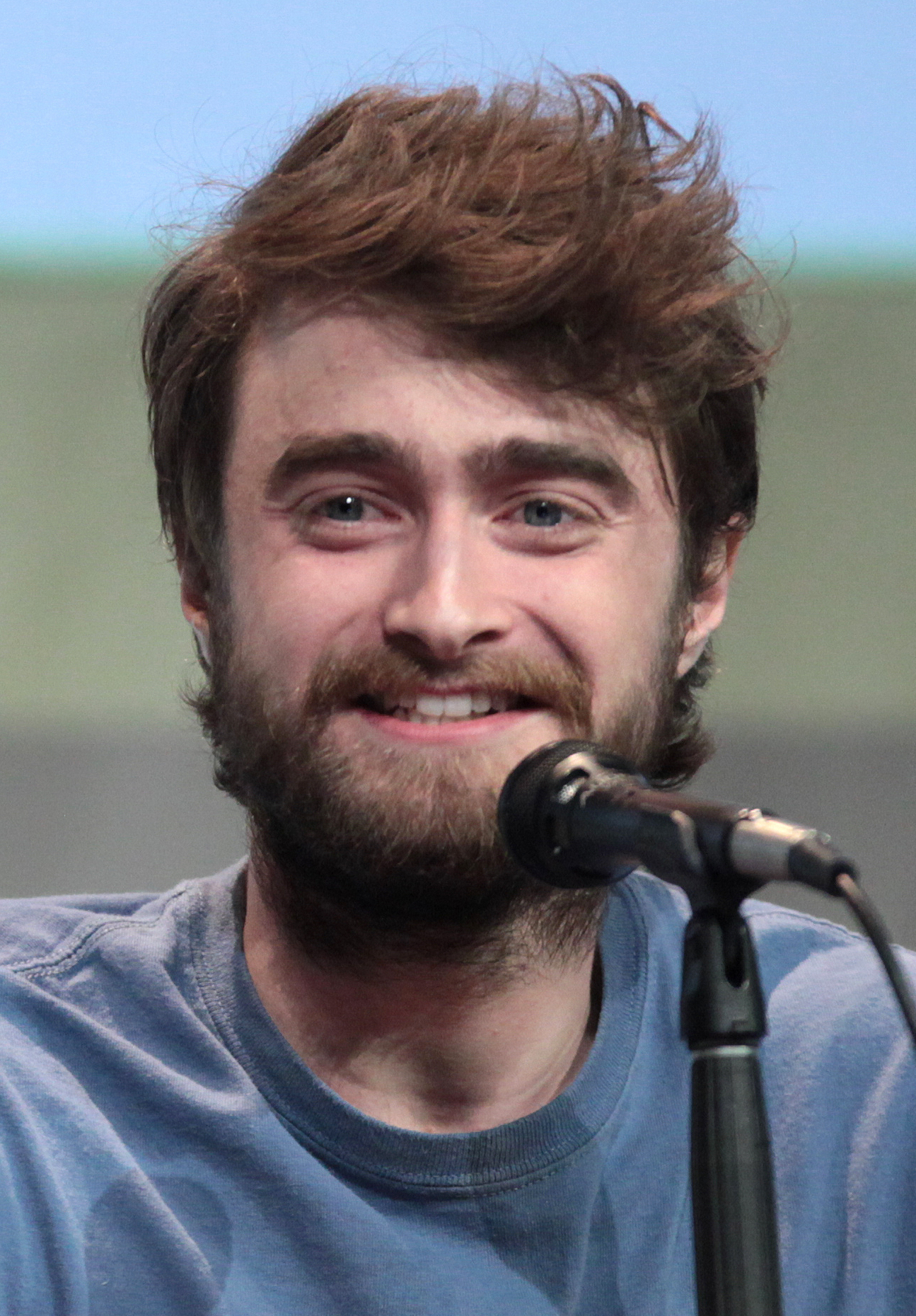
ردکلیف در کامیک-کان سن دیگو ۲۰۱۴

دنیل ردکلیف بازیگر اهل بریتانیا است که در سینما، تلویزیون و بر روی صحنه حضور داشته‌است. او بیشتر به خاطر نقش‌آفرینی در نقش هری پاتر در مجموعه هشت فیلم سینمایی با همین نام در بین سال‌های ۲۰۰۱ تا ۲۰۱۱ شناخته می‌شود.

## فیلم
| سال  | عنوان                              | نقش              | توضیحات |
| ---- | ---------------------------------- | ---------------- | --- |
| ۲۰۰۱ | خیاط پاناما                        | مارک پندل        | |
| ۲۰۰۱ | هری پاتر و سنگ جادو                | هری پاتر         | در آمریکا، هند، پاکستان و سریلانکا به‌عنوان هری پاتر و سنگ فیلسوف                                                                       |
| ۲۰۰۲ | هری پاتر و تالار اسرار             | هری پاتر         | |
| ۲۰۰۴ | هری پاتر و زندانی آزکابان          | هری پاتر         | |
| ۲۰۰۵ | هری پاتر و جام آتش                 | هری پاتر         | |
| ۲۰۰۷ | هری پاتر و محفل ققنوس              | هری پاتر         | |
| ۲۰۰۷ | پسران دسامبر                       | مپس              | |
| ۲۰۰۹ | هری پاتر و شاهزاده دورگه           | هری پاتر         | |
| ۲۰۱۰ | هری پاتر و یادگاران مرگ - قسمت اول | هری پاتر         | |
| ۲۰۱۱ | هری پاتر و یادگاران مرگ - قسمت دوم | هری پاتر         | |
| ۲۰۱۲ | زن سیاه‌پوش                         | آرتور کیپز       | |
| ۲۰۱۳ | کشتن عزیزانتان                     | آلن گینزبرگ      | |
| ۲۰۱۴ | شاخ‌ها                              | ایگ پریش         | در جشنواره بین‌المللی فیلم تورنتو ۲۰۱۳ در تاریخ ۳۱ اکتبر ۲۰۱۴ به اکران درآمد.                                                           |
| ۲۰۱۴ | حرف اف                             | والاس            | در آمریکا و بریتانیا با نام چه می‌شود اگر نام‌گذاری شده‌است. در جشنواره بین‌المللی فیلم تورنتو ۲۰۱۳ در تاریخ ۲۲ اکتبر ۲۰۱۴ به اکران درآمد. |
| ۲۰۱۵ | موقعیت فجیع                        |                  | |
| ۲۰۱۵ | ویکتور فرانکنشتاین                 | ایگور            | پس از تولید |
| ۲۰۱۵ | اکنون مرا می‌بینی ۲                 | والتر مابری      | |
| ۲۰۱۵ | تغییر دهنده‌های بازی                | سم هوسر          | |
| ۲۰۱۶ | امپراتوری                          | نیت فاستر        | |
| ۲۰۱۶ | مرد ارتشی سوئیسی                   | منی              | |
| ۲۰۱۷ | جنگل                               | یوسی ایزنبرگ     | |
| ۲۰۱۸ | جانور بارکش                        | شن هاگرتی        | |
| ۲۰۱۹ | اسلحه‌های آکیمبو                    | مایلز            | |
| ۲۰۱۹ | پلی‌موبیل                           | رکس دشر          | صداپیشه و گوینده در پویانمایی رایانه‌ای                                                                                                 |
| ۲۰۲۰ | فرار از پرتوریا                    | تیم جنکین        | |
| ۲۰۲۲ | شهر گمشده                          | اَبیگل فیرفکس     | |
| ۲۰۲۲ | ویرد: داستان ال یانکوویک           | ویرد ال یانکوویک | |

## تلویزیون
| سال        | عنوان                             | نقش                          | توضیحات                             |
| ---------- | --------------------------------- | ---------------------------- | ----------------------------------- |
| ۱۹۹۹       | دیوید کاپرفیلد                    | دیوید کاپرفیلد جوان          | فیلم تلویزیون                       |
| ۲۰۰۵       | فولی و مک‌کول: این راه به سمت بالا | ترافیک واردن / خودش          |                                     |
| ۲۰۰۶       | افزودنی‌های پیشنهادشده             | خودش                         | بازیگر مهمان در قسمت: «دنیل ردکلیف» |
| ۲۰۰۷       | پسر من جک                         | جک کیپ‌لینگ                   | فیلم تلویزیون                       |
| ۲۰۱۰، ۲۰۱۴ | سیمپسون‌ها                         | دیگز، ادماند                 |                                     |
| ۲۰۱۰       | کیوآی                             | خودش                         |                                     |
| ۲۰۱۲       | ساتردی نایت لایو                  | خودش/افراد مختلف             |                                     |
| ۲۰۱۲       | مرغ ربات                          | مالت کید / توماس موتور تانک  |                                     |
| ۲۰۱۲-حال   | نوت‌بوک دکتر جوان                  | دکتر ولادیمیر بوم‌گارد (جوان) |                                     |
| ۲۰۱۲       | آیا من برای شما اخبار آوردم       | خودش                         |                                     |

## تئاتر
| سال     | عنوان                                             | نقش              | توضیحات          |
| ------- | ------------------------------------------------- | ---------------- | ---------------- |
| ۲۰۰۲    | نمایشنامه‌ای که من نوشتم                           | مهمان            | تئاتر ویندهام    |
| ۲۰۰۷    | اکوس                                              | آلن استرانگ      | تئاتر گیلگاد     |
| ۲۰۰۸–۰۹ | اکوس                                              | آلن استرانگ      | تئاتر برادهرست   |
| ۲۰۱۱–۱۲ | چگونه واقعاً بدون تلاش به موفقیت در کسب و کار رسید | جی. پیرپونت فینچ | تئاترآل هیرچفیلد |
| ۲۰۱۳    | چلاق آیشمان                                       | بیلی کلاون       | تئاتر نوئل بزدل  |
| ۲۰۱۴    | چلاق آیشمان                                       | بیلی کلاون       | تئاتر کرت        |
| ۲۰۱۷    | روزنکرانتز و گیلدنسترن مرده‌اند                    |                  |                  |
| ۲۰۲۰    | آخر بازی                                          |                  |                  |
| ۲۰۲۲–۲۳ | شادانه به جلو حرکت می‌کنیم                         |                  |                  |

## موزیک ویدئو
| سال  | عنوان       | نقش        | توضیحات                    |
| ---- | ----------- | ---------- | -------------------------- |
| ۲۰۱۲ | آغازکنندگان | شخصیت اصلی | موزیک ویدئو برای اسلو کلاب |